# Unterlamm
Unterlamm è un comune austriaco di 1 238 abitanti nel distretto di Südoststeiermark, in Stiria.